# 2126 Gerasimovich
A 2126 Gerasimovich (ideiglenes jelöléssel 1970 QZ) a Naprendszer kisbolygóövében található aszteroida. Tamara Mihajlovna Szmirnova fedezte fel 1970. augusztus 30-án. Borisz Geraszimovics szovjet csillagász és asztrofizikus tiszteletére nevezték el.